# Olios bivittatus
Olios bivittatus là một loài nhện trong họ Sparassidae.
Loài này thuộc chi Olios. Olios bivittatus được Carl Friedrich Roewer miêu tả năm 1951.